# یانا کرائوسووا
یانا کرائوسووا (چکی: Jana Krausová؛ زادهٔ ۲۵ ژانویهٔ ۱۹۵۴) بازیگر اهل چکسلواکی است. او پیش‌تر با بازیگر یان کرائوس ازدواج کرده بود. کرائوسووا همچنین هنرمندی باتجربه است و آثارش را در نمایشگاه‌های هنری، هم در جمهوری چک و هم در خارج از کشور، به نمایش گذاشته است. او همکاری بلندمدتی در تئاتر با کارل رودن دارد و از زمان بازی در نسخۀ چکی نمایش زوج رها از داریو فو در سال ۲۰۰۲، تاکنون در هفت نمایش با یکدیگر همکاری کرده‌اند.
از فیلم‌ها یا برنامه‌های تلویزیونی که وی در آن نقش داشته‌است می‌توان به رستاخیز، بفرمایید شام، لحظات دلپذیر و نابغه اشاره کرد.